# Diocesi di Italica

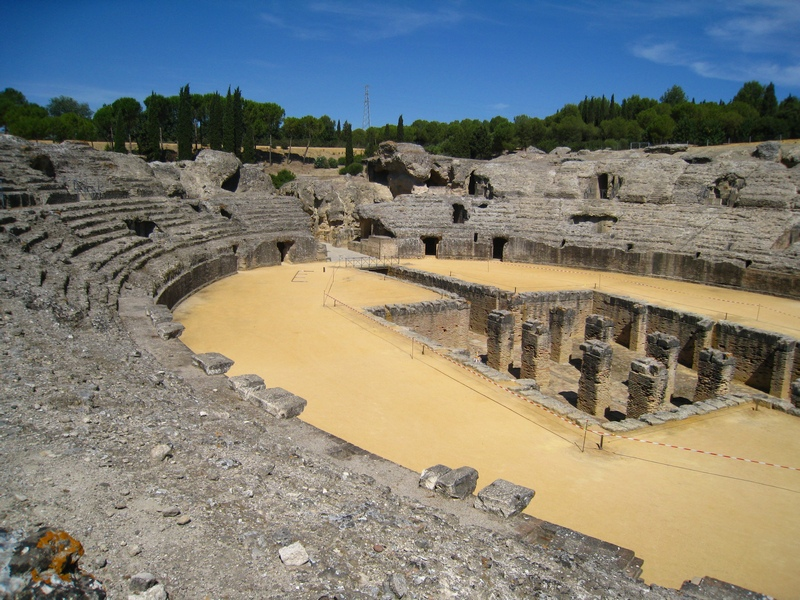
Anfiteatro di Italica.

La diocesi di Italica (in latino Dioecesis Italicensis) è una sede soppressa e sede titolare della Chiesa cattolica.

## Storia
Italica, corrispondente all'odierna città spagnola di Santiponce, fu sede di un'antica diocesi della Spagna, nella provincia della Betica, suffraganea dell'arcidiocesi di Siviglia.
Il Martirologio Romano commemora, il 25 agosto, il vescovo Geronzio, che avrebbe annunciato il vangelo a Italica in epoca apostolica (I secolo) e che sarebbe morto in prigione post multos labores. La festa di questo santo è presente negli antichi calendari liturgici mozarabi, da cui passò nel martirologio di Usuardo (IX secolo) e poi nel martirologio romano. Viene considerato da Flórez come il primo vescovo di Italica; tuttavia nessun vescovo è noto prima del VI secolo e nessun prelato di Italica fu presente ai concili noti del IV secolo (Elvira agli inizi del secolo e Saragozza nel 380).
Sono 6 i vescovi di Italica conosciuti dalle fonti documentarie, che presero parte ai concili visigoti di Siviglia e di Toledo, celebrati tra il 589 e il 693. La diocesi scomparve con l'invasione musulmana della penisola iberica agli inizi del VII secolo e non fu più restaurata dopo la Reconquista.
Dal 1969 Italica è annoverata tra le sedi vescovili titolari della Chiesa cattolica; dal 19 maggio 2008 l'arcivescovo, titolo personale, titolare è Miguel Maury Buendía, nunzio apostolico nel Regno Unito.

## Cronotassi

### Vescovi
- San Geronzio † (I secolo)
- Eulalio † (menzionato nel 589)
- Sintizio † (menzionato nel 590)
- Cambra † (menzionato nel 619)
- Eparzio † (prima del 633 - dopo il 653)
- Sperandio † (menzionato nel 681)
- Cuniuldo † (prima del 683 - dopo il 693)

### Vescovi titolari
- Patrick Fernández Flores[1] † (9 marzo 1970 - 4 aprile 1978 nominato vescovo di El Paso)
- James Robert Hoffman[2] † (18 aprile 1978 - 16 dicembre 1980 nominato vescovo di Toledo)
- Gaetano Bonicelli[3] (28 ottobre 1981 - 14 novembre 1989 nominato arcivescovo di Siena-Colle di Val d'Elsa-Montalcino)
- José Manuel Estepa Llaurens[4] † (18 novembre 1989 - 7 marzo 1998 dimesso)
- José Luis Azuaje Ayala[5] (18 marzo 1999 - 15 luglio 2006 nominato vescovo di El Vigía-San Carlos del Zulia)
- Miguel Maury Buendía, dal 19 maggio 2008